# Justine Joly
Justine Joly (* 3. Januar 1988 in Maisons-Laffitte) ist eine französische Handballspielerin. In der Variante Beachhandball ist sie französische Nationalspielerin.
Joly begann im Alter von zehn Jahren mit dem Handballsport. Sie spielt auf dem rechten Flügel und ist ausgebildete Fitnesstrainerin.

## Hallenhandball
Joly spielte bei verschiedenen Vereinen in der ersten und zweiten französischen Liga: Livron, Bourg de péage, Aix, Angoulème, Bouillargues, Toulouse und Le Pouzin. Sie spielte in der Abstiegssaison 2018/19 beim französischen Zweitligisten AS Cannes Mandelieu Handball und war mit 132 Toren aus 21 Spielen sechstbeste Torschützin der Liga. Nach dem Abstieg wechselte sie zum ambitionierten Ligakonkurrenten Handball Plan-de-Cuques, mit dem sie in der Saison 2019/20 ihre Staffel der Vorrunde der zweiten Liga gewann. Da die Hauptrunde um den Aufstieg aufgrund der COVID-19-Pandemie abgebrochen werden musste, annullierte der Verband die Ergebnisse der Hauptrunde und beschloss, dass die beiden Staffelsieger der Vorrunde aufstiegsberechtigt sind. Seitdem läuft Joly in der höchsten französischen Spielklasse auf.

## Beachhandball
Frankreich nahm zwar an der zweiten und dritten Auflage der Beachhandball-Europameisterschaft teil, zog sich danach aber für mehr als zehn Jahre aus dem Sport zurück. Erst 2017 traten die Bleus zum dritten Mal bei einer EM an. So ist es nicht verwunderlich, dass Joly erst relativ spät zum Beachhandball kam.
2018 wurde Joly erstmals in die französische A-Nationalmannschaft berufen. Frankreich rückte bei der Beachhandball-Weltmeisterschaft 2018 in Kasan, Russland nach, da Afrika keinen Vertreter entsandt hatte. Gegen Polen, Uruguay und Taiwan wurden alle drei Vorrundenspiele verloren, die beiden Letzten im Shootout. Gegen Uruguay war sie mit acht Punkten nach Laurène Catani und Clarisse Wild beste französische Werferin. Als Letzte ihrer Vorrundengruppe qualifizierte sich Frankreich nur für die Trostrunde. Gegen Mexiko, die USA und Australien wurden nun alle Spiele gewonnen. Gegen Mexiko war sie gemeinsam mit Wild mit je sechs Punkten nach Sabrina Zazai zweitbeste Werferin, im Spiel gegen die USA mit sieben Punkten hinter Wild. Auch das erste K.-o.-Spiel gegen Thailand wurde gewonnen, das folgende Spiel gegen Vietnam verloren. Das letzte Spiel um den elften Platz wurde gegen Mexiko gewonnen. Erneut war Joly mit zehn Punkten gemeinsam mit Wild hinter Catani zweitbeste Werferin. Joly kam in allen neun Spielen zum Einsatz und erzielte 49 Punkte.

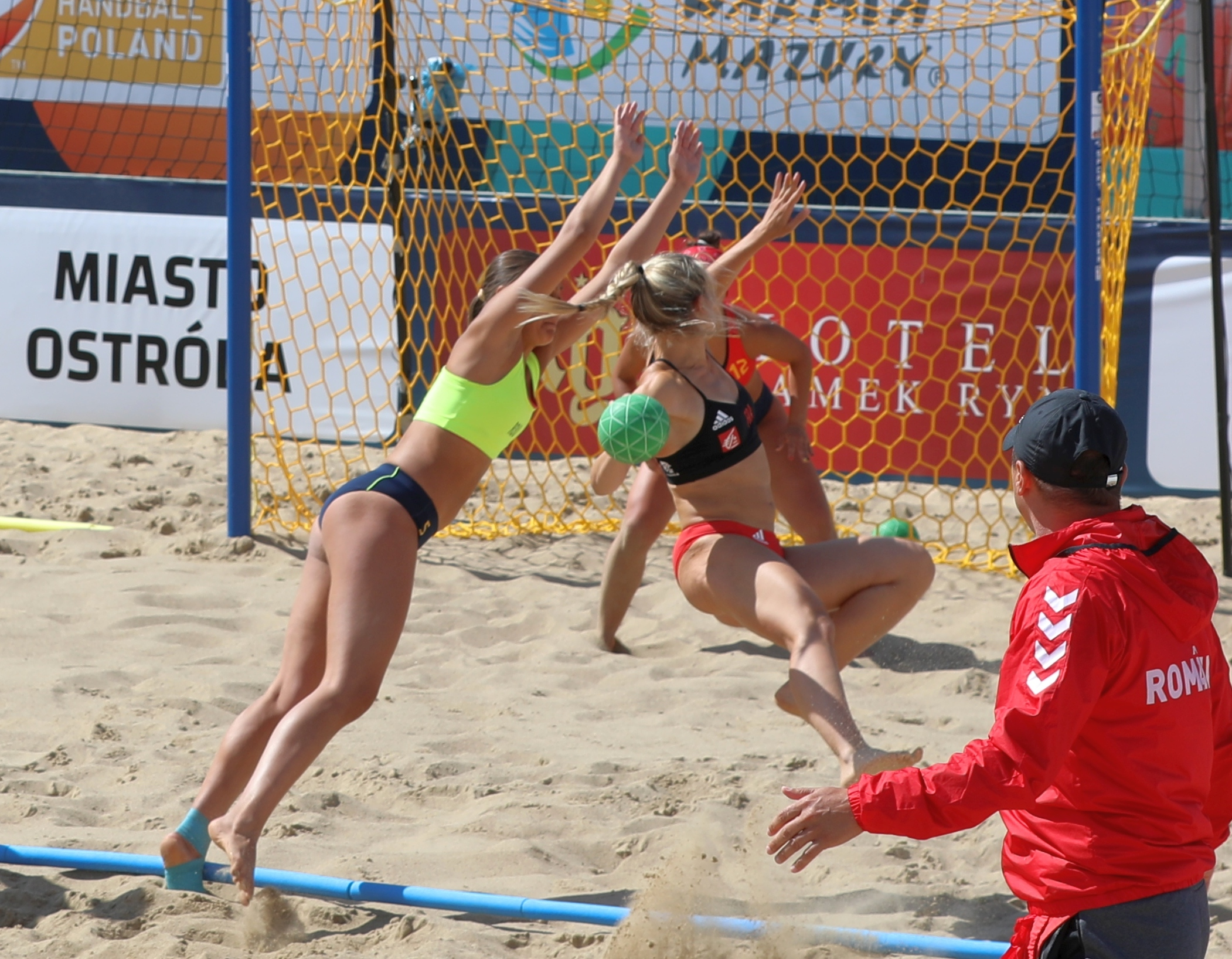
Joly beim Torwurf im Trostrundenspiel gegen Rumänien; im rumänischen Tor Andreea Nastasa, in der Verteidigung Ştefania Claudia Gheorghe, der rumänische Trainer Adrian Georgescu als Zuschauer

Ihr nächstes Turnier bestritt Joly bei den Europameisterschaften 2019 in Stare Jabłonki, Polen. Joly startete mit ihrer Mannschaft mit einer knappen Niederlage gegen die Portugiesinnen in das Turnier. Ihr zweites Spiel gegen Zypern gewannen sie überlegen, Maud-Éva Copy war gemeinsam mit Sitha Dembélé und Marion Limal mit jeweils sechs Punkten hinter Laurène Catani mit der doppelten Punktzahl zweitbeste Werferin des Spiels. Gegen die Titel-Mitfavoritinnen aus Ungarn gab es im dritten Spiel eine sehr knappe Niederlage. Auch das vierte Vorrundenspiel ihrer Gruppe verloren die Französinnen gegen Polen, wenn auch überaus knapp, mit je einem Punkt Rückstand in den beiden Durchgängen. Als Vorletzte ihrer Gruppe zogen die Französinnen in die Trostrunde ein. Hier konnten sie ihre drei Spiele gegen Russland knapp und gegen Rumänien und Slowenien deutlich gewinnen. Gegen Slowenien war sie erneut gemeinsam mit Limal mit je sechs Punkten hinter Lalie Brouillet mit 14 erzielten Punkten zweitbeste Werferinnen. Bei den Platzierungsspielen verloren die Französinnen ohne Joly gegen die Gastgeberinnen aus Polen im Shootout. Das nächste Spiel, wieder mit Joly, gegen die Schweiz wurde im Shootout gewonnen. Joly erzielte mit acht Punkten ihren Bestwert im Turnierverlauf und war damit einmal mehr zweitbeste Werferin nach Copy. Auch das letzte Platzierungsspiel, bei dem Joly erneut nicht zum Einsatz kam, wurde gegen Italien klar gewonnen und Frankreich schloss das Turnier als 13. von 20 Mannschaften ab. Joly bestritt acht der möglichen zehn Spiele und erzielte 30 Punkte.

## Einzelbelege
1. ↑  ET AILLEURS ? : JUSTINE JOLY - DE LA DYNAMITE A L'AILE. 3. Januar 2021, abgerufen am 3. Januar 2021 (französisch).
2. ↑  ET AILLEURS ? : JUSTINE JOLY - DE LA DYNAMITE A L'AILE. 3. Januar 2021, abgerufen am 3. Januar 2021 (französisch).
3. ↑  (Handball) Saint-Amand accède en Ligue Féminine. 18. April 2020, abgerufen am 7. Januar 2021 (französisch).
4. ↑  EdF (beach) - La liste de Valérie Nicolas pour le Mondial en Russie. Abgerufen am 5. Januar 2021.
5. ↑  List of Kazan 2018 participants confirmed. Abgerufen am 5. Januar 2021 (amerikanisches Englisch).
6. ↑  Lancement de l’Euro 2019 de Beach Handball en Pologne. 2. Juli 2019, abgerufen am 5. Januar 2021 (französisch).
7. ↑  European Handball Federation - 2019 Women's ECh Beach Handball / Final Tournament. Abgerufen am 18. November 2020 (englisch).

| Personendaten    | Personendaten                                     |
| ---------------- | ------------------------------------------------- |
| NAME             | Joly, Justine                                     |
| KURZBESCHREIBUNG | französische Handball- und Beachhandballspielerin |
| GEBURTSDATUM     | 3. Januar 1988                                    |
| GEBURTSORT       | Maisons-Laffitte                                  |